# 선진특허분류
선진특허분류(先進特許分類, Cooperative Patent Classification, CPC)는 미국특허청과 유럽특허청이 선행기술조사의 효율성 등을 위해 2010년 10월 개발에 합의하여 2012년 말에 개발 완료하고, 2013년 1월부터 사용 중인 협력적 특허분류이다. 통계청은 2015년 1월부터 전면 도입하여 사용중이다. CPC는 유럽심사관의 주도로 개발되었다. ECLA를 기반으로 유럽특허청이 사용하던 보조 분류인 인덱싱코드(ICO), 키워드(KW)를 통합하고, USPC) 중 영업방법(BM)분야를 수용하며, Y섹션 추가 및 일부 분류 세분화를 통해 완성되었다. CPC 특허분류는 IPC의 체계를 따라 서브그룹 뒤에 숫자를 표기한 형태이다. CPC의 주요 장점은 선행문헌 접근이 확대되고 용이해지며 다양한 언어로 작성된 문서를 검색할 수 있다는 점이다. 또한 CPC는 IPC와 마찬가지로 클래스(Class)와 그룹(Group)으로 구성된 분류구조이다.

## 같이 보기
- 국제특허분류
- 일본독자분류
- 유럽특허분류
- 미국특허분류